# 天府機場3号4号航站楼駅
天府機場3号4号航站楼駅（てんふきじょう3ごう4ごうこうたんろう-えき）は中華人民共和国四川省成都市簡陽市に位置する成都軌道交通18号線の駅。成都天府国際空港の第3・第4ターミナルの中間付近に併設が予定されている。

## 駅周辺
- 成都天府国際空港第3・第4ターミナル(未開業) - 現時点では第1・第2ターミナルの開業は決定したが、こちらは未定。